# SAS: 反逆のブラックスワン
『SAS：反逆のブラックスワン』(SAS: Rise of the Black Swan あるいは SAS: Red Notice)は、マグナス・マーテンス監督による、2021年の英国のアクションスリラー映画。アンディ・マクナブによる同名の小説に基づいており、サム・ヒューアンやルビー・ローズ、アンディ・サーキス、ハナ・ジョン＝カーメン、トム・ホッパー、ノエル・クラーク、オウェイン・イオマン、レイ・パンサキ、アン・リード、トム・ウィルキンソンが出演している 。
本作は、2021年3月12日にイギリスでスカイシネマによって配給された 。
なお、トム・ウィルキンソンはこれが遺作となった。

## あらすじ
特殊部隊のオペレーターが、英仏海峡トンネルを爆破しようする傭兵部隊と対峙することになる。

## キャスト
※括弧内は日本語吹替。
- トム・バッキンガム - サム・ヒューアン（阪口周平）
- ソフィ・ハート - ハナ・ジョン＝カーメン（松井茜）
- グレース・ルイス - ルビー・ローズ（志田有彩）
- ジョージ・クレメンツ - アンディ・サーキス（仲野裕）
- デクラン・スミス - トム・ホッパー （辻井健吾）
- William Lewis - トム・ウィルキンソン（立川三貴）
- Oliver "Olly" Lewis - オウェイン・イオマン
- アトウッド首相 - Ray Panthaki
- ビセット少佐 - ノエル・クラーク：SAS指揮官
- Charlotte - アン・リード
- Zada - ジン・ルージ
- Colleen - Sarah Winter
- オリヴィア - Caroline Boulton
- Callum - Richard McCabe
- サー・チャールズ・ホワイトサイド - Douglas Reith：英国最大規模のガス会社「ブリット・ガス」会長
- アレックス - Dylan Smith
- Kenan - Aymen Hamdouchi
- General Major Crookes - Grant Crookes
- ブライス - Tim Fellingham

## 日本語版制作スタッフと日本語字幕
- スタジオ：ブロードメディア
- 翻訳：堀池明
- 演出：中村烈
- 調整：大谷征央

- 日本語字幕：寺村可苗

## 製作
2018年11月、ブダペストで撮影が始まったことが発表された。同時に、サム・ヒューアン、ルビー・ローズ、トム・ウィルキンソン、オウェイン・イオマンがキャストに名を連ねたことが発表された 。
撮影は2019年2月まで続き、ロンドンやパリでも撮影された。さらに、アンディ・サーキス、ハナ・ジョン＝カーメン、トム・ホッパー、ノエル・クラーク、レイ・パンサキ、ジン・ルージ、ダグラス・リース、リチャード・マッケイブ、アン・リードが出演していることが発表された 。

## 公開
本作は、2021年3月12日にスカイシネマによって公開された 。 2021年2月、バーティカル・エンターテインメントとレッドボックスエンターテインメントが本作の米国での配給権を獲得し、2021年3月16日を公開日に設定した 。日本では2021年8月27日からNetflixで独占配信されている。。

## 評価

### 批判的反応
レビュー収集サイトRotten Tomatoesによると、批評家の67％が、9件のレビューに基づいて本作に肯定的なレビューを与えており、平均評価は5.30 / 10となっている 。